# Coccophagus luciensis
Coccophagus luciensis är en stekelart som beskrevs av Annecke och Insley 1974. Coccophagus luciensis ingår i släktet Coccophagus och familjen växtlussteklar. Inga underarter finns listade i Catalogue of Life.